# Leben des vergnügten Schulmeisterlein Maria Wutz in Auenthal

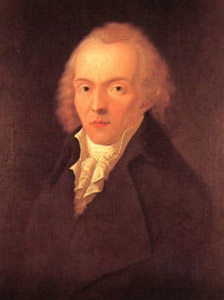
Jean Paul um 1797
- 1763 † 1825

Leben des vergnügten Schulmeisterlein Maria Wutz in Auenthal ist eine Erzählung von Jean Paul, die, 1790 geschrieben, im Januar 1793, in den Roman „Die unsichtbare Loge“ eingelegt, erschien.

## Inhalt
Der Erzähler hat den letzten Tag im Leben des Schulmeisterleins Wutz und sein Ende miterlebt und von ihm den Auftrag erhalten, seine Bibliothek zu ordnen und seine Biographie zu komplettieren. Auf der Grundlage dieser Schriften erzählt er von Wutzens „Leben und Sterben“, das „so sanft und meeresstille“ gewesen war. Der „Lebensbeschreiber“ hat keinerlei Mühe mit seiner kleinen Biographie, denn er kann das meiste – diese „Brennpunkte menschlicher Entzückung“ – aus Wutzens Manuskript „Werthers Freuden“ abschreiben:
Wutz ist so arm, dass er sich keine Bücher kaufen kann. Aber er besorgt sich den Leipziger „Meßkatalog“ und schreibt seine Bücher eigenhändig. Unter anderem gelangen auf diesem Wege in sein Bücherregal: Lavaters „physiognomische Fragmente“, „Schillers Räuber, Kants Kritik der reinen Vernunft“ und die „Cookische Reise“. Als geborener Lebenskünstler konstruiert Wutz jeden Morgen eine rosige Zukunft. Aber nur für den kommenden Tag. Also hat er immer etwas, auf das er sich freuen kann. Und wenn es einmal schlimm kommt und er nichts zu lachen hat, dann freut er sich einfach nur auf den Abend. Wenn er dann glücklich in den Federn liegt, so spricht er zu sich: „Siehst du, Wutz, es ist doch vorbei.“ Er begehrt nie mehr als die Gegenwart, ist mit dem Wenigen zufrieden, das er hat, bleibt lebenslang in dem Haus, das er, wie schon sein Vater, als Schulmeister bewohnen darf, liebt seine Justina (von den Auenthalern Justel genannt), keine „Gelehrtin“, aber ein fröhliches liebes Mädchen aus dem Dorf, mit dem er am Sonntag spazieren geht und das er heiratet. Justina ist sein zweites Ich, „vor welchem er sich ohne Bedenken recht herzlich loben kann“. Eine Freude reiht sich in diesem einfachen Leben an die nächste. Manchmal hört Wutz „in seiner tanzenden taumelnden Phantasie nichts als Sphärenmusik“. Kurz gesagt, Wutz beherrscht eine große Kunst – schifft fröhlich über seinen „verdünstenden Tropfen Zeit“.
Der subjektiven Weltsicht der Hauptfigur entsprechend deutet der Erzähler das über 40-jährige Alltagsleben nur an und setzt die Schwerpunkte der Biographie auf die Kinder- und Jünglingsjahre: Glückliche Kindheit, Alumnat in Scherau, Liebe zu der 15-jährigen Justina, Beginn seines Lehr- und Kantoramtes in Auenthal am 13. Mai, Verlobung, „elysische Achtwochen“ bis zu den ausführlich erzählten Hochzeitsvorbereitungen. Am Hochzeitsmorgen am 8. Juli bricht der Erzähler ab und 
vollführt einen Zeitsprung von 43 Jahren. Wutz liegt inzwischen auf dem Gottesacker in seinem „verrasetem Grab“. Der Biograph war am 12. Mai von Justina an das Krankenbett gerufen worden, nachdem ein Schlag die linke Seite des Schulmeisters gelähmt hatte. Er beschreibt den Sterbenden: „Vorausfreuen“ vermag sich Wutz nicht mehr. So freut er sich zurück. Es glückt. „Die Strahlen der auferstehenden Kindheit“ spielen. Der Biograph wacht am Krankenbett und befürchtet, in der Nacht würde sich der Schlag wiederholen. Das geschieht nicht. Der Schlag tut Wutz den Gefallen und lässt ihn nicht im Finstern sterben. Er wünscht sich, seine Seele solle „an einem heiteren Tag […] durch die geschlossenen Augen die hohe Sonne“ sehen, wenn sie „aus dem vertrockneten Leib in das weite blaue Lichtmeer draußen“ steigt. In seinem letzten Traum „schwankt[-] [er] als ein Kind sich auf einem Lilienbeete, das unter ihm aufgewallet“ und ihn zu einer „Rosen-Wolke“ emporhebt „durch goldne Morgenröten über rauchende Blumenfelder“ weg. So kann der Lebensbeschreiber abschließend an Wutz‘ Grab sagen: „Als er noch das Leben hatte, genoß ers fröhlicher wie wir alle.“

## Form
Mit der Geschichte vom Schulmeisterlein Wutz überschritt Jean Paul die Schwelle von der Typensatire, z. B. im „Quintus Fixlein“, zu der heiter schwermütigen Charakterzeichnung eines Sonderlings, der sich durch seine Phantasie, seine zwei besten Jugendfreunde sind „Schlaf und Traum“, und seine Naivität einen Schutzraum gegenüber dem mühsamen Alltagsleben zusammenbastelt und sich so ein glückliches Selbstbild suggeriert.
Wie in den zeitgleich entstandenen Werken „Die unsichtbare Loge“ und „Hesperus oder 45 Hundposttage“, mit dem Untertitel „Eine Lebensbeschreibung“, zeichnet ein mit der „[w]utzinischen Kunst, stets fröhlich zu sein“ sympathisierender, ihr aber auch distanziert gegenüberstehender Erzähler ein Porträt auf der Grundlage der ihm vom sterbenden Wutz überlassenen Dokumente. Der Herausgeberfiktion ähnlich, setzt der Erzähler Schwerpunkte, kommentiert das Verhalten der Hauptfigur, fällt mehrfach aus der Rolle des Erzählers heraus, wenn er einen Satz nicht vollendet, und macht dadurch aufmerksam auf seinen Schreibprozess. „Die hybriden Romane & Erzählungen Jean Pauls sind immer auch mehr & anderes als bloß erzählte Fiktionen, nämlich zugleich reflektierende Essays“.
Der Untertitel „Eine Art Idylle“ verbindet die „moralisch-satirische Darstellung eines Charaktertypus“ in den Wochenschriften des 18. Jhs. mit der Idylle, wobei Jean Paul den Typus zur individuellen Figur erweitert und „die raum- und zeitlose ländliche Idylle des 18. Jhs.“ (Ewald von Kleist) um „sozialkritische[-] Momente in der Schilderung des zeitgenössischen Schulmeister-Milieus“ aktualisiert. Jean Pauls Erzählung vom Sonderling Wutz hat zahlreiche Nachfolger in der Literatur vom Biedermeier bis ins 20. Jh. (u. a. Gottfried Keller, Wilhelm Raabe).

## Selbstzeugnis
Als in der Unsichtbaren Loge vom Auenthaler Schulmeister Sebastian Wutz die Rede ist, gesteht Jean Paul in einer Fußnote: „Den ganzen Lebenslauf seines Vaters, Maria Wutz, hab' ich dem Ende des zweiten Bandes beigegeben. Allein ob er gleich eine Episode ist, die mit dem ganzen Werke durch nichts zusammenzuhängen ist als durch die Heftnadel und den Kleister des Buchbinders: so sollte mir doch die Welt den Gefallen erweisen und ihn sogleich lesen nach dieser Note.“

## Rezeption
- „Schulmeisterlein Wutz“ umfasse nach Friedrich Hebbel den „ganzen Succus[8] des echten Jean Paul“[9].
- Ueding weist auf den Qualitätsverlust eines Lebens hin, das, wie im Falle Wutz, im „Kindheitsparadies“ verharren möchte[10].
- Nach Walter Höllerer ist Wutz „das Gegenteil“ eines „Spießerideals“[11].
- Wutz überwinde die widrigen äußeren Umstände mit seiner „inneren Kraft“[12].
- De Bruyn nennt „dieses herrliche Stück Prosa eine Anleitung zum Überleben“ und bewundert die „mit Wehmut getränkte Heiterkeit, die liebevolle Ironie“[13].
- Nach Ortheil wolle Jean Paul den Leser wegführen von den „Modetorheiten“, von den „großen tragischen Stoffen“. Die Erzählung sei Medizin gegen „fiebrige Lebensunruhe“. Gleichzeitig müsse jedoch bedacht werden, nicht jeder sei ein Wutz[14].
- „Trotzig“ halte Wutz, bei allem Jammer, an seiner Würde fest[15].
- Zeller geht auf eine Relation des Textes zur Französischen Revolution ein[16].

## Adaptionen
Audio-CD
- Jean Paul: Leben des vergnügten Schulmeisterlein Maria Wutz. 2 CDs mit Hans-Jürgen Schatz. Verlag Universal Vertrieb. September 2000, ISBN 978-3-8291-1068-6
- Markus Hoffmann liest Jean Paul: „Das Leben des vergnügten Schulmeisterlein Maria Wutz.“  Argon-Hörbuch Audio-CD

Vertonung
- Ferdinand Thieriot: „Leben und Sterben des vergnügten Schulmeisterlein Wuz. Idylle für Orchester nach Jean Paul“ op. 72, Leipzig, Rieter-Biedermann, 1900.